# Fabien Clain
Fabien Clain (* 30. Januar 1978 in Toulouse; † 20. Februar 2019 in Al-Baghuz Fawqani, Syrien) war ein französischer Dschihadist und Terrorist. Clain, der auch unter den Decknamen Omar und Abou Adam Al-Faransi auftrat, galt als hochrangige Führungskraft und Medienexperte des Islamischen Staates in Frankreich. Er wurde 2019 bei der Deir-ez-Zor-Offensive getötet.

## Leben
Clain wuchs vaterlos in Alençon auf und schloss dort die Schule mit einem Abschluss in Metallurgie ab (Brevet d'études professionnelles). Seine Mutter unterrichtete Katechismus und Clain war zu dieser Zeit überzeugter Katholik.
1996 konvertierte er gemeinsam mit zwei seiner Schwestern und seinem Bruder zum Islam und nannte sich Omar. Er zog nach Toulouse und heiratete dort seine Jugendfreundin Mylene, die ebenfalls konvertiert hatte.

## Dschihadismus

### Toulouse
In Toulouse traf er auf den syrischstämmigen Franzosen Olivier Corel (Der weiße Emir), in dessen Umfeld er unter anderem Mohammed Merah kennenlernte. Clain gilt als Führungsperson des von Corel gegründeten Artigat-Netzwerks, das Kämpfer in den Nahen Osten vermittelte. Ab 2003 knüpfte er Kontakte nach Belgien, wo sich zu dieser Zeit das Zentrum des Salafismus in Europa befand. Dort lernte er den Exorzisten (Roqya) Abou Chayma kennen, dessen Anhänger er wurde. Er wurde in sozialen Netzwerken aktiv und gründete mit das erste Internetforum des IS, Ansar Al Haqq.
2009 wurde er zu einer fünfjährigen Haftstrafe verurteilt. Das Gericht stellte fest, Clain habe sein Wissen und seine Überzeugungskraft dafür eingesetzt, Gläubige zum Dschihad zu bewegen und habe die Voraussetzungen dafür geschaffen, dass diese zu gegebener Zeit in den operativen Bereich und in den Terrorismus wechseln konnten. 2012 kam er aus der Haft frei.

### Syrien
2015 reiste er nach Syrien, wo er sich dem Islamischen Staat anschloss und auch auf Videos der Organisation zu sehen war. Er arbeitete für den Radiosender Al-Bayane, für den er Lieder und Propagandatexte produzierte. Er beteiligte sich auch an Kämpfen.
Fabien Clain wurde als Sprecher einer Audio-Botschaft des IS zu den Terroranschlägen am 13. November 2015 in Paris erkannt. Am 28. Dezember 2018 sendete er zum letzten Mal eine Audiobotschaft über Al-Bayane, in der er unter Bezug auf die Gelbwestenbewegung zum Sturz der französischen Regierung und zu Attentaten aufrief.

### Tod
Fabien Clain starb während der Kämpfe um Deir-ez-Zor durch Drohnenbeschuss der Internationalen Allianz gegen den Islamischen Staat. Sein Tod wurde am 28. Februar von der Allianz und am 15. März vom IS bestätigt. Sein Bruder Jean-Michel und seine älteste Tochter sollen bei den Kämpfen auch getötet worden sein.
Am 29. April 2019 wurde eine Videobotschaft des IS-Anführers Abu Bakr al-Baghdadi ausgestrahlt, in der er die Medienarbeit der Brüder Clain herausstellte. In dem am 8. September 2021 eröffneten Prozess wegen der Anschläge vom 13. November 2015 ist Fabien Clain ebenso wie sein Bruder Angeklagter, da der Tod der Brüder nach Ansicht der französischen Justizbehörden nicht zweifelsfrei festgestellt wurde. Am 29. Juni 2022 wurden die Brüder Clain zu einer lebenslangen Freiheitsstrafe verurteilt.